# Stenomesson breviflorum
Stenomesson breviflorum är en amaryllisväxtart som beskrevs av Herb.. Stenomesson breviflorum ingår i släktet Stenomesson och familjen amaryllisväxter. Inga underarter finns listade i Catalogue of Life.